# Kyrksjön (Häverö socken, Uppland)
Kyrksjön är en våtmark, tidigare sjö i Norrtälje kommun i Uppland och ingår i Skeboån-Broströmmens kustområde.